# NXT TakeOver 36
NXT TakeOver 36 è stata la trentaseiesima edizione della serie NXT TakeOver, prodotta dalla WWE per il roster di NXT, e trasmessa live sul WWE Network il 22 agosto 2021 al Capitol Wrestling Center di Orlando, Florida.

## Storyline
Nella puntata di NXT UK del 29 ottobre 2020 Walter mantenne l'NXT United Kingdom Championship contro Il'ja Dragunov. Nel giugno del 2021 Dragunov ottenne un'ulteriore opportunità titolata al titolo sconfiggendo Joe Coffey e Rampage Brown. Il match tra Walter e Dragunov era previsto per il 22 luglio a NXT UK, tuttavia un infortunio del primo costrinse il General Manager di NXT William Regal a spostare l'incontro a NXT TakeOver: 36.
Dopo essere stato licenziato nell'aprile del 2021, nel giugno dello stesso anno Samoa Joe fece il suo ritorno ad NXT. Qui, gli venne impedito di combattere, ma divenne l'enforcer di William Regal, specificando che non avrebbe attaccato alcun wrestler se non fosse stato provocato. Il 13 luglio, Joe arbitrò il match per l'NXT Championship tra Karrion Kross e lo sfidante Johnny Gargano e al termine dello stesso, Kross attaccò Joe. Successivamente, Kross attaccò anche Regal, il quale inizialmente pensò di licenziarlo, ma poi decise di reintegrare Joe come membro attivo del roster e mettere in palio il titolo in un match a NXT TakeOver 36.
Nella puntata di NXT del 10 febbraio Cameron Grimes tornò da un infortunio autoproclamandosi "l'uomo più ricco di NXT". In risposta, il WWE Hall of Famer Ted DiBiase apparve nelle settimane successive e convinse Grimes ad effettuare numerosi acquisti costosi, fino a quando LA Knight propose a DiBiase di allearsi con lui e di lasciar perdere Grimes. Poco tempo dopo, venne annunciato che Grimes e Knight si sarebbero affrontati a NXT TakeOver: In Your House, con DiBiase che, in seguito, arricchì la contesa annunciando che sarebbe stata un Ladder match con il palio il Million Dollar Championship (creato dallo stesso DiBiase nel 1989), e il match fu vinto da Knight. Il 6 luglio, a NXT The Great American Bash, Knight mantenne ancora una volta la cintura e, come da stipulazione, lo costrinse a diventare il suo maggiordomo. Nella puntata di NXT del 10 agosto Knight sconfisse in pochi secondi Andre Chase, e poco dopo Ted DiBiase apparve sul ring per proporre nuovamente una sfida a Knight contro Grimes per il Million Dollar Championship. Knight accettò, a patto che se Grimes avesse perso sarebbe stato DiBiase a diventare il suo maggiordomo.
A NXT TakeOver: Portland, Raquel Gonzalez debuttò a NXT e aiutò Dakota Kai a sconfiggere Tegan Nox. Nei mesi successivi, Gonzalez accompagnò Kai in tutti i suoi match, stringendo una forte alleanza che li portò a vincere il Dusty Rhodes Tag Team Classic e il primo NXT Women's Tag Team Championship. Il 27 luglio, Gonzalez, con Kai al suo fianco, lanciò una sfida aperta per il titolo, ma non rispose nessuno. Kai elogiò la compagna, ma poco dopo la colpì alle spalle e la settimana successiva, fu annunciato il match tra le due a TakeOver 36.
A completare la card, il 2-out-of-3 falls match tra Adam Cole e Kyle O'Reilly.

## Risultati
| #        | Match                                                       | Stipulazioni                                       | Durata |
| -------- | ----------------------------------------------------------- | -------------------------------------------------- | ------ |
| Pre-show | Ridge Holland (con Pete Dunne) ha sconfitto Trey Baxter     | Single match                                       | 1:45   |
| 1        | Cameron Grimes (con Ted DiBiase) ha sconfitto LA Knight (c) | Single match per il Million Dollar Championship    | 16:31  |
| 2        | Raquel Gonzalez (c) ha sconfitto Dakota Kai                 | Single match per l'NXT Women's Championship        | 12:24  |
| 3        | Il'ja Dragunov ha sconfitto Walter (c) per sottomissione    | Single match per l'NXT United Kingdom Championship | 22:03  |
| 4        | Kyle O'Reilly ha sconfitto Adam Cole per 2-1                | 2-out-of-3 falls match                             | 25:20  |
| 5        | Samoa Joe ha sconfitto Karrion Kross (c)                    | Single match per l'NXT Championship                | 12:24  |